# NoBusiness Records
NoBusiness Records ist ein litauisches Jazzlabel mit Sitz in Vilnius.
Das von Valerij Anosov, Danas Mikalilionis und Liudas Mockūnas Ende der 2000er Jahre gegründete unabhängige Label NoBusiness Records vertreibt Aufnahmen von Improvisations- und Jazz-Musikern wie Atomic, Billy Bang, Karl Berger, Ran Blake, Dominic Duval, Charles Gayle, Dennis González, Burton Greene, Mats Gustafsson, Barry Guy, Thomas Heberer, Julius Hemphill, William Hooker, Kirk Knuffke, Daunik Lazro, Joëlle Léandre, Joe McPhee, Jemeel Moondoc, Pascal Niggenkemper, William Parker, Steve Swell (Brain in a Dish, 2019), Vladimir Tarasov, Max Johnson, Simon Nabatov (Luminous, 2018), Sam Rivers (Zenith), Dennis González (Songs of Early Autumn)  und Nate Wooley. Bei den Sessions kommt es auch zu Begegnungen mit litauischen Musikern wie Arkadijus Gotesmanas oder Liudas Mockūnas. Einige Produktionen des Labels, etwa David S. Wares Album Live in Vinius von 2007, werden ausschließlich als limitierte Langspielplatten herausgegeben.
NoBusiness Records wurde 2009 von All About Jazz, 2011 von dem Magazin New York City Jazz Record als bestes Plattenlabel ausgezeichnet. Das Label versteht sich als vollständig nicht-kommerzielles Unternehmen; alle Gewinne werden in künftige Veröffentlichungen oder die Durchführung von Konzerten investiert.